# Cephalopholis nigripinnis
Cephalopholis nigripinnis is een straalvinnige vissensoort uit de familie van de zaag- of zeebaarzen (Serranidae). De wetenschappelijke naam van de soort werd voor het eerst geldig gepubliceerd in 1828 door Valenciennes.